# Reinhart Hoffmeister
Reinhart Hoffmeister (* 19. Juli 1923 in Magdeburg; † 9. Juni 2016 in Bremen) war ein deutscher Journalist und Fernsehmoderator.

## Leben
Hoffmeister, 1923 in Magdeburg geboren, war ab Ende der 1940er Jahre unter dem Pseudonym Reinhart Holl als Reporter für den Spiegel und den Stern tätig. 1948 führte er ein Interview mit Walter Ulbricht. 1959 machte er publik, dass Werner Heyde, ein Hauptverantwortlicher für die Durchführung der „Aktion T4“ während der Zeit des Nationalsozialismus, unter falschem Namen in Flensburg untergetaucht war und dort mit Wissen einflussreicher Juristen und Ärzte als Gutachter arbeitete. Während des sogenannten Volkacher Kunstraubes gelang es Hoffmeister als erstes mit den Dieben einer spätgotischen Plastik Kontakt aufzunehmen.
1969 wechselte Hoffmeister zum ZDF und wurde  Redaktionsleiter und Moderator des Fernsehmagazins aspekte. Als solcher lag ihm insbesondere der Denkmalschutz am Herzen, wofür er die Zuschauer zur Bildung von Bürgerinitiativen aufrief. Im Februar 1974 wurde Hoffmeister kurzzeitig beurlaubt, nachdem der Schriftsteller Gerhard Zwerenz innerhalb der Sendung im Zusammenhang mit dem Frankfurter Häuserkampf von polizeilicher Gewalt und Folterungen berichtet hatte. Ein Jahr später gab er die Moderation des Magazins ab. Literarisch wurde er im Rahmen der Sendung Litera-Tour bekannt.
Hoffmeister starb 2016 im Alter von 92 Jahren in Bremen.